# میدان گنجعلی خان
یکی از آثار مجموعه‌ی گنجعلی‌خان، میدانی در مرکز شهر است که در حاشیه‌ی بازار بزرگ قرار دارد. در ۳ ضلع میدان، بازار واقع شده و در ضلع دیگرش مدرسه گنجعلی‌خان قرار دارد.

## معماری
طاق‌نماهای آجری، کاشی‌کاری، فضای سبز و حوض آب از عناصر میدان گنجعلی خان هستند. این میدان به لحاظ اصول شهرسازی نیز ازجمله میادینی است که در ایران تعریف درست میدان را می‌توان به آن اطلاق کرد و عناصر شاخص شهری در اطراف آن با تناسبات معین و درستی قرار گرفته و محور پیاده است و اصلاً تردد اتومبیل در آن صورت نمی‌گیرد.
در بخش جنوبی، شمالی و غربی میدان، بازار قرار دارد و در سمت راست بازار جنوبی حمام گنجعلیخان و یک ردیف از مغازه‌ها قرار گرفته‌اند. در انتهای بازار شمالی نیز مجموعه ابراهیم خان قرار دارد.
در ضلع شرقی میدان، مدرسه گنجعلی خان قرار گرفته است که در روزگار صفویان، مدرسه‌ای پر رونق نیز بوده است. کتیبه سردر آن به خط علیرضا عباسی، خوشنویس بزرگ عصر صفوی، یادآوری می‌کند که بنا به دست «الامیر الکبیر، حاکم بالعدل بین الناس... زین الاماره و الایاله... گنجعلیخان» در سال 1007 هجری قمری، ساخته شده است.
در ضلع مقابل مدرسه نیز آب‌انبار مجموعه قرار دارد. بنایی که گنجعلیخان آن را آغاز کرد و فرزندش علیمردان خان به پایان رساند.
مسجد در ضلع شمال‌شرقی میدان است. مسجدی کوچک که احتمالاً بیشتر به منظور ساخت یک مصلی برای مدرسه ساخته شده است.
ضرابخانه در ضلع شمالی میدان است. بنایی با گنبدی بلند که در بالای آن کلاه فرنگی‌ای ساخته شده که نور داخل بنا را تأمین می‌کند. ضرابخانه‌ای که امروز موزه سکه کرمان است.

## پیشینه
این میدان سال ها مرکز اقتصادی شهر و شاهد حوادث و وقایع تاریخی چندی بوده است. میدان در دوره هایی مقر حکومتی و محل تجمع سربازان بود. شکایت مردم در این محل حل و فصل می شد حتی برخی مجرمین نیز در این محل سیاست می شدند.

## نگارخانه

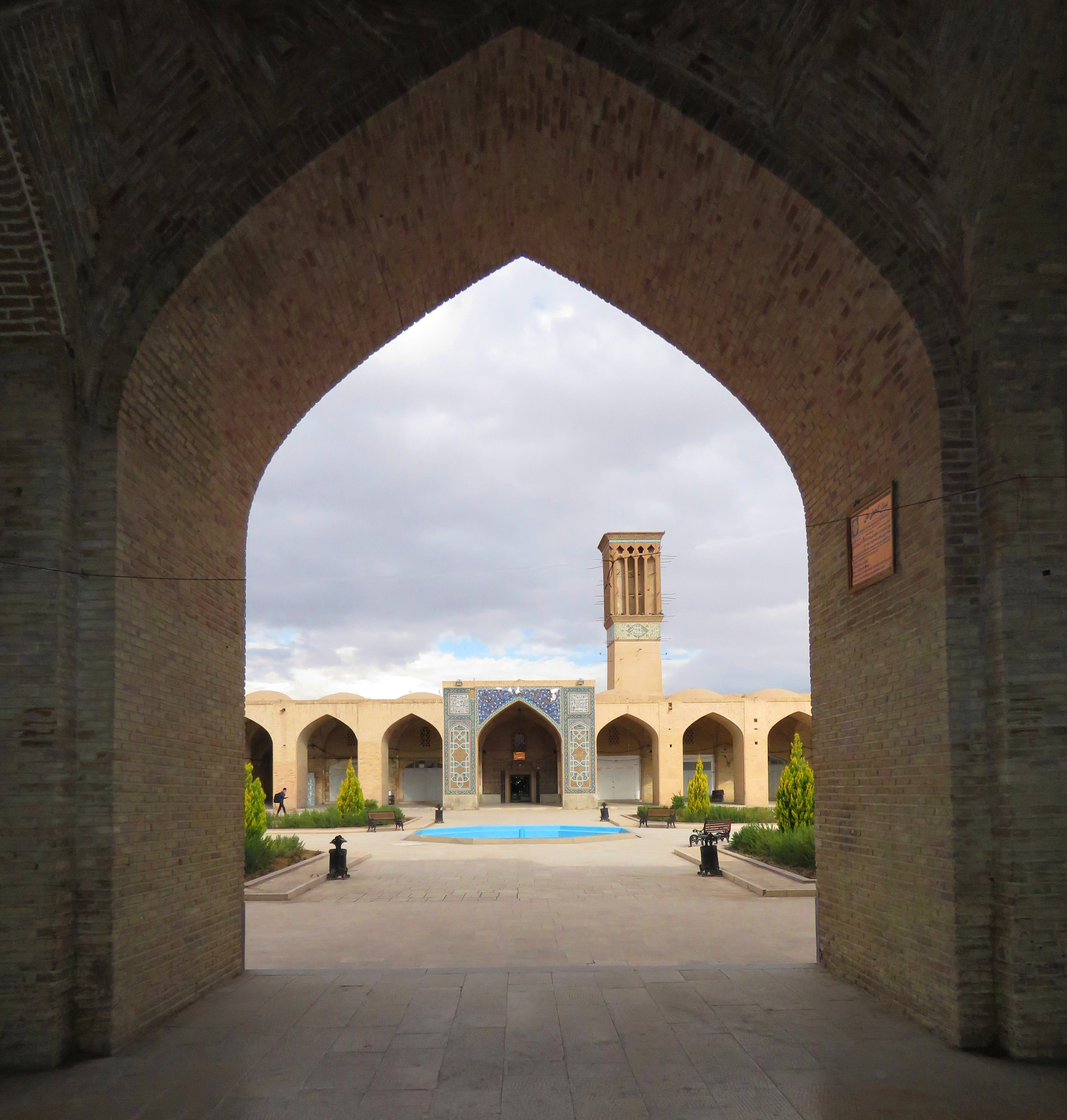
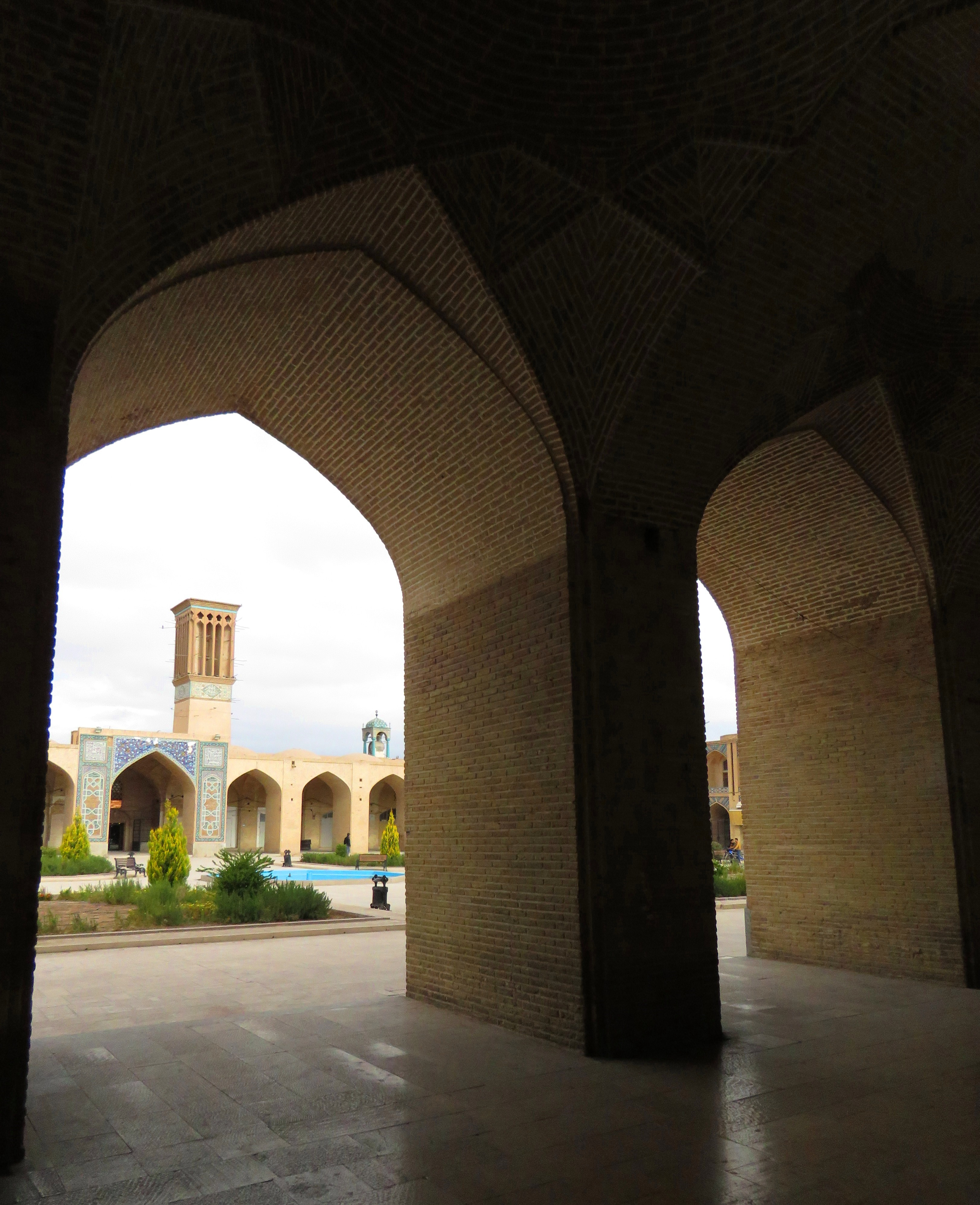
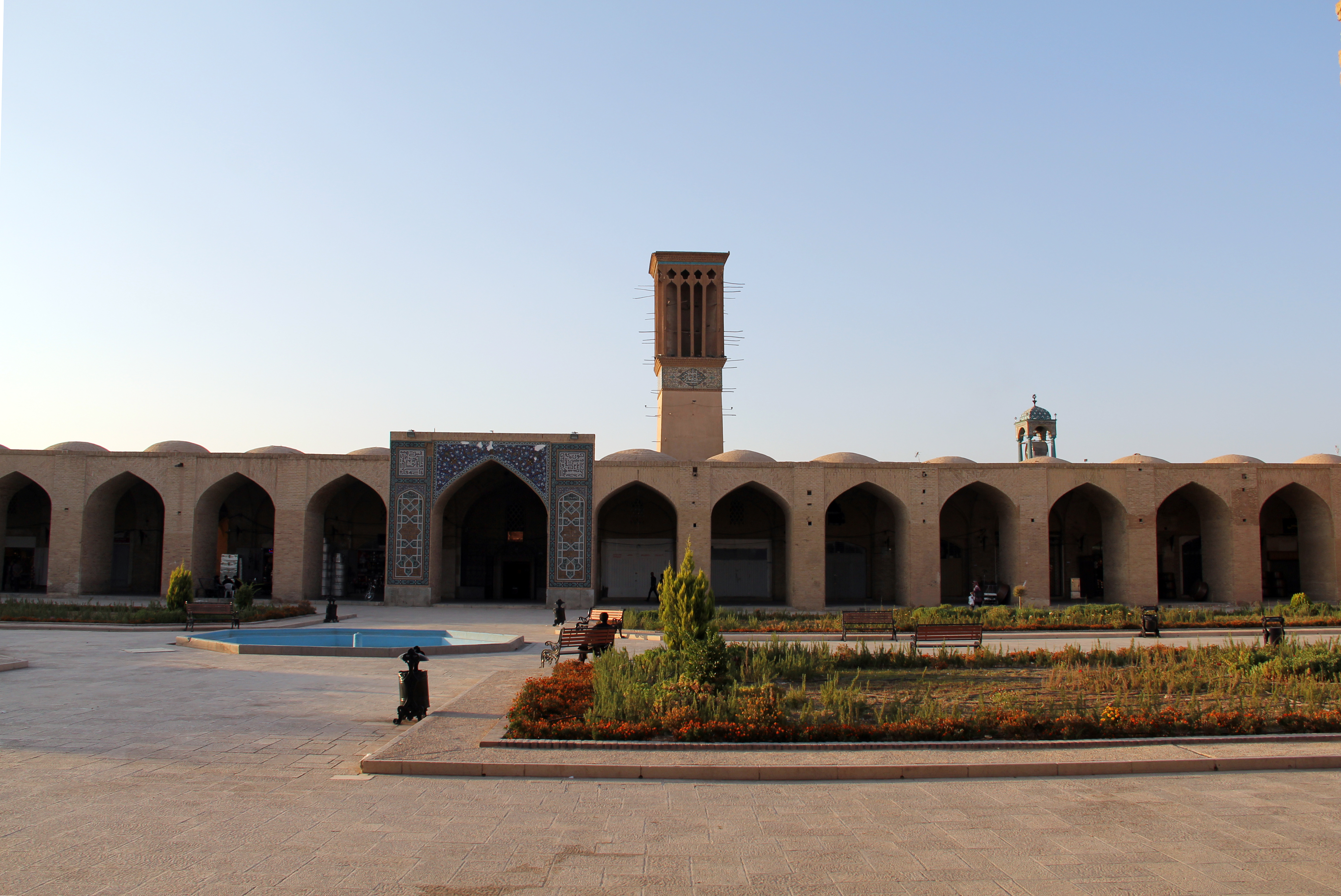
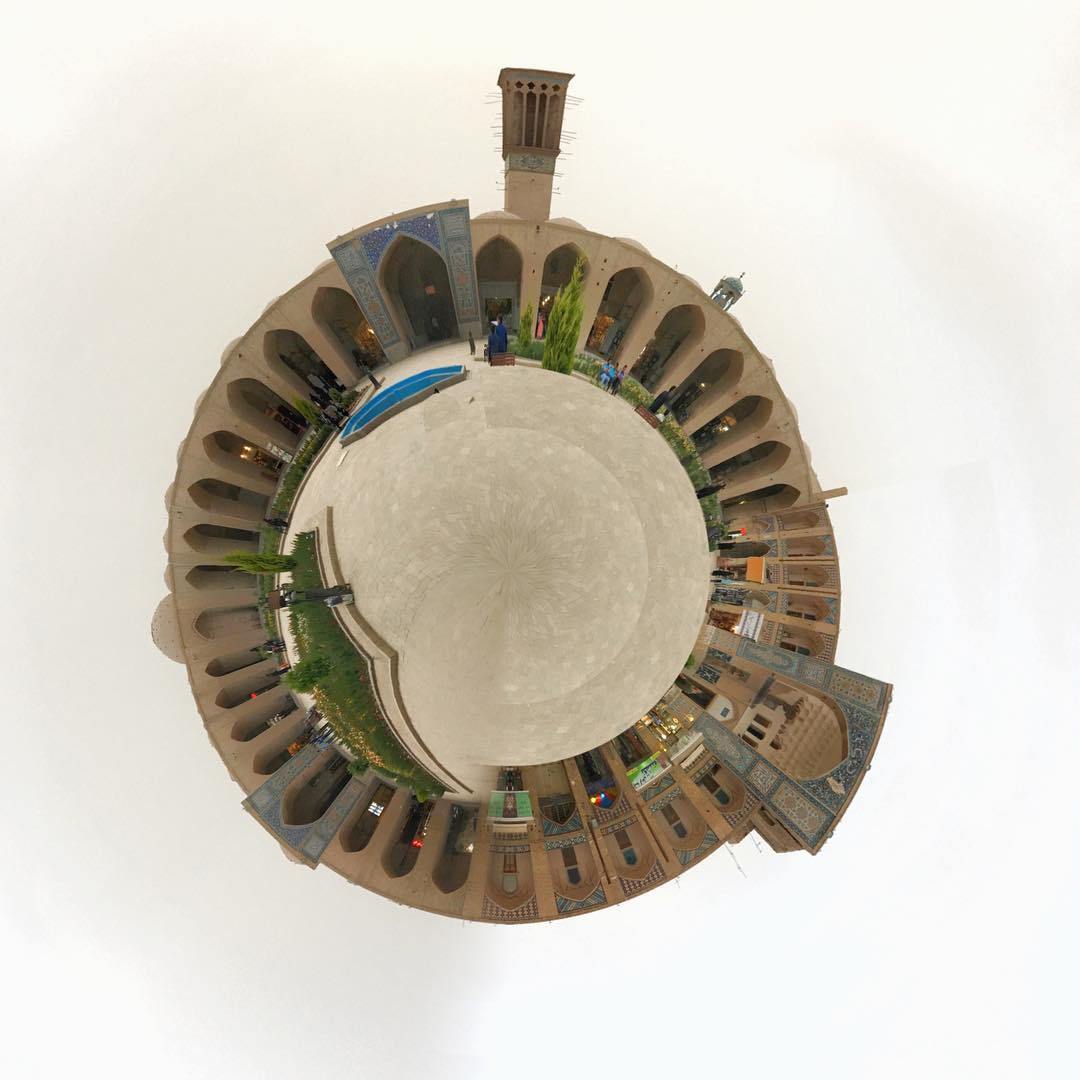
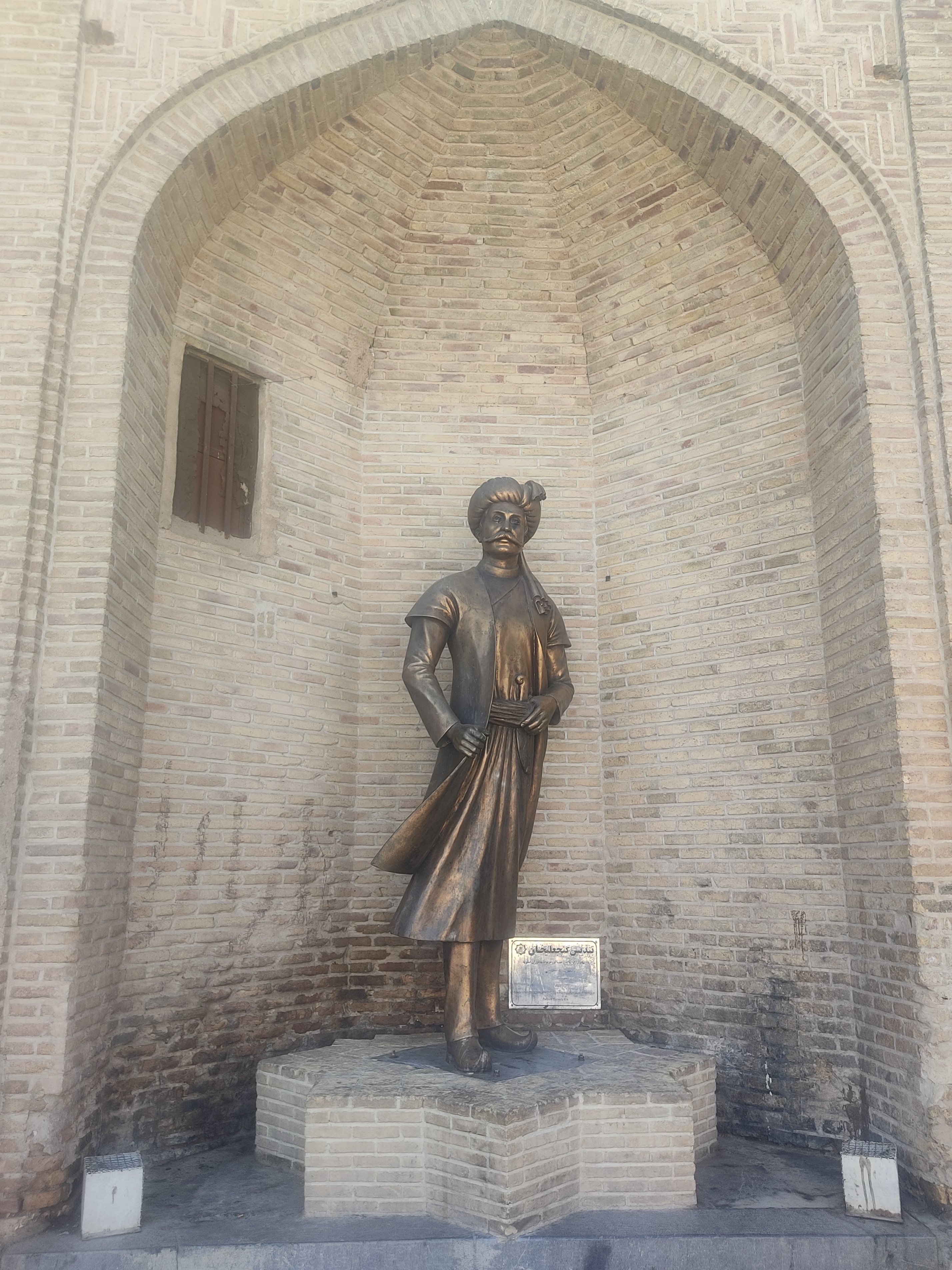